# Qualificazioni al campionato europeo maschile under 21 di calcio 1992

## Gruppi di qualificazione

### Gruppo 1
| Squadre | Squadre        | P | V | N | P | F  | S  | Pt |
| ------- | -------------- | - | - | - | - | -- | -- | -- |
| 1       | Cecoslovacchia | 8 | 7 | 1 | 0 | 23 | 4  | 15 |
| 2       | Francia        | 8 | 3 | 2 | 3 | 7  | 5  | 8  |
| 3       | Spagna         | 7 | 3 | 2 | 2 | 6  | 5  | 8  |
| 4       | Albania        | 7 | 1 | 2 | 4 | 3  | 13 | 4  |
| 5       | Islanda        | 8 | 1 | 1 | 6 | 3  | 15 | 3  |

| - Islanda 0-0 Albania - Islanda 0-1 Francia - Cecoslovacchia 7-0 Islanda - Spagna 2-0 Islanda - Francia 1-2 Cecoslovacchia - Cecoslovacchia 3-1 Spagna - Albania 0-0 Francia - Spagna 1-0 Albania - Francia 0-1 Spagna - Francia 3-0 Albania | - Albania 1-5 Cecoslovacchia - Albania 2-1 Islanda - Islanda 0-1 Cecoslovacchia - Cecoslovacchia 1-0 Francia - Islanda 1-0 Spagna - Spagna 0-0 Francia - Cecoslovacchia 3-0 Albania - Spagna 1-1 Cecoslovacchia - Francia 2-1 Islanda - Albania - Spagna (Non giocata) |

### Gruppo 2
| Squadre | Squadre  | P | V | N | P | F  | S  | Pt |
| ------- | -------- | - | - | - | - | -- | -- | -- |
| 1       | Scozia   | 6 | 5 | 0 | 1 | 13 | 5  | 10 |
| 2       | Bulgaria | 6 | 4 | 0 | 2 | 6  | 2  | 8  |
| 3       | Romania  | 6 | 2 | 0 | 4 | 5  | 9  | 4  |
| 4       | Svizzera | 6 | 1 | 0 | 5 | 5  | 13 | 2  |

| - Scozia 2-0 Romania - Svizzera 0-2 Bulgaria - Romania 0-1 Bulgaria - Scozia 4-2 Svizzera - Bulgaria 2-0 Scozia - Scozia 1-0 Bulgaria | - Svizzera 0-2 Romania - Bulgaria 1-0 Svizzera - Svizzera 0-3 Scozia - Romania 1-3 Scozia - Romania 1-3 Svizzera - Bulgaria 0-1 Romania |

### Gruppo 3
| Squadre | Squadre          | P | V | N | P | F  | S | Pt |
| ------- | ---------------- | - | - | - | - | -- | - | -- |
| 1       | Italia           | 6 | 4 | 1 | 1 | 6  | 8 | 9  |
| 2       | Norvegia         | 6 | 3 | 1 | 2 | 13 | 6 | 7  |
| 3       | Unione Sovietica | 6 | 2 | 3 | 1 | 6  | 4 | 7  |
| 4       | Ungheria         | 6 | 0 | 1 | 5 | 1  | 8 | 1  |

| - URSS 2-2 Norvegia - Norvegia 3-1 Ungheria - Italia 1-0 Ungheria - Ungheria 0-0 URSS - Ungheria 0-1 Italia - Norvegia 6-0 Italia | - Italia 1-0 URSS - Norvegia 0-1 URSS - URSS 2-0 Ungheria - URSS 1-1 Italia - Ungheria 0-1 Norvegia - Italia 2-1 Norvegia |

### Gruppo 4
| Squadre | Squadre    | P | V | N | P | F  | S  | Pt |  |
| ------- | ---------- | - | - | - | - | -- | -- | -- |  |
| 1       | Danimarca  | 6 | 4 | 2 | 0 | 21 | 4  | 10 |  |
| 2       | Jugoslavia | 6 | 4 | 0 | 2 | 11 | 10 | 8  |  |
| 3       | Austria    | 6 | 2 | 2 | 2 | 8  | 5  | 6  |  |
| 4       | San Marino | 6 | 0 | 0 | 6 | 0  | 21 | 0  |  |

| - San Marino 0-3 Danimarca - Jugoslavia 1-0 Austria - Danimarca 3-0 Jugoslavia - San Marino 0-2 Austria - Jugoslavia 5-0 San Marino - Austria 3-0 San Marino | - Danimarca 7-0 San Marino - Jugoslavia 2-6 Danimarca - Danimarca 1-1 Austria - Austria 1-1 Danimarca - Austria 1-2 Jugoslavia - San Marino 0-1 Jugoslavia |

### Gruppo 5
| Squadre | Squadre     | P | V | N | P | F  | S  | Pt |
| ------- | ----------- | - | - | - | - | -- | -- | -- |
| 1       | Germania    | 4 | 4 | 0 | 0 | 12 | 1  | 8  |
| 2       | Belgio      | 4 | 2 | 0 | 2 | 5  | 6  | 4  |
| 3       | Lussemburgo | 4 | 0 | 0 | 4 | 0  | 10 | 0  |

| - Lussemburgo 0-3 Germania - Belgio 2-0 Lussemburgo - Germania 3-1 Belgio | - Lussemburgo 0-2 Belgio - Belgio 0-3 Germania - Germania 3-0 Lussemburgo |

### Gruppo 6
| Squadre | Squadre     | P | V | N | P | F  | S  | Pt |
| ------- | ----------- | - | - | - | - | -- | -- | -- |
| 1       | Paesi Bassi | 6 | 4 | 2 | 0 | 20 | 4  | 10 |
| 2       | Portogallo  | 6 | 4 | 2 | 0 | 9  | 2  | 10 |
| 3       | Finlandia   | 6 | 2 | 0 | 4 | 7  | 13 | 4  |
| 4       | Malta       | 6 | 0 | 1 | 5 | 1  | 8  | 1  |

| - Finlandia 0-1 Portogallo - Portogallo 0-0 Paesi Bassi - Malta 1-4 Paesi Bassi - Malta 1-3 Portogallo - Portogallo 2-0 Malta - Paesi Bassi 7-1 Malta | - Paesi Bassi 1-0 Finlandia - Finlandia 1-7 Paesi Bassi - Finlandia 3-1 Malta - Portogallo 2-0 Finlandia - Paesi Bassi 1-1 Portogallo - Malta 1-3 Finlandia |

### Gruppo 7
| Squadre | Squadre     | P | V | N | P | F  | S  | Pt |
| ------- | ----------- | - | - | - | - | -- | -- | -- |
| 1       | Polonia     | 6 | 6 | 0 | 0 | 10 | 2  | 12 |
| 2       | Inghilterra | 6 | 3 | 1 | 2 | 11 | 5  | 7  |
| 3       | Turchia     | 6 | 1 | 1 | 4 | 6  | 11 | 3  |
| 4       | Irlanda     | 6 | 1 | 0 | 5 | 5  | 14 | 2  |

| - Inghilterra 0-1 Polonia - Irlanda 3-2 Turchia - Irlanda 0-3 Inghilterra - Turchia 0-1 Polonia - Inghilterra 3-0 Irlanda - Polonia 2-0 Turchia | - Irlanda 1-2 Polonia - Turchia 2-2 Inghilterra - Inghilterra 2-0 Turchia - Polonia 2-0 Irlanda - Polonia 2-1 Inghilterra - Turchia 2-1 Irlanda |

### Gruppo 8
| Squadre | Squadre | P | V | N | P | F  | S  | Pt |
| ------- | ------- | - | - | - | - | -- | -- | -- |
| 1       | Svezia  | 6 | 4 | 2 | 0 | 17 | 3  | 10 |
| 2       | Israele | 6 | 3 | 2 | 1 | 11 | 6  | 8  |
| 3       | Grecia  | 6 | 1 | 1 | 4 | 6  | 13 | 3  |
| 4       | Cipro   | 6 | 1 | 1 | 4 | 3  | 15 | 3  |

| - Svezia 5-0 Grecia - Cipro 1-1 Svezia - Grecia 2-2 Israele - Israele 4-0 Cipro - Cipro 1-0 Grecia - Svezia 6-0 Cipro | - Svezia 2-1 Israele - Israele 2-1 Grecia - Israele 0-0 Svezia - Grecia 1-3 Svezia - Cipro 1-2 Israele - Grecia 2-0 Cipro |